# Каринян
Каринян (Carignan) е червен винен сорт грозде, произхождащ от Испания и кръстен на района в който се отглежда – Каринена (Carinena) в провинция Арагон, (Испания). Широко разпространен в районите на Каталуния, (Испания), Лангедок-Русийон] и Южна Рона, (Франция), Сардиния и Лацио, Италия).
Познат е и с наименованията: Кариняно (Италия), Каринен (САЩ), Каринена (Испания), Мазуела, Мазуело, Керигнан.
Сортът е претенциозен тъй като късно цъфти и късно зрее, а освен това е податлив и към голяма част от болестите по лозята.
Зърната са сферични, средноголеми, синьочерни. Кожицата е дебела и стегната. Месото е сочно, със сладък сок и неутрален вкус.
Вината са с тъмен цвят, много танини и висока киселинност, поради което най-често Каринян се купажира със сортовете Гренаш (Grenache), Мурведър и Сира (Syrah).